# Сијамци
Сијамци је југословенска телевизијска серија. Снимана је 1981. године, у режији Дејана Ћорковића и сценарију Љубише Козоморе.
Премијерно емитована у периоду од 7. јануара до 4. фебруара 1982. године.

## Радња
Серија прати живот породице, коју чине отац, мајка и два сина близанца. Близанци су идентични и због тога их је њихова другарица назвала сијамци. Отац и мајка су разведени, али пошто имају заједнички стан, поделили су га тако што су ставили орман на средини стана. После развода један син је припао оцу, а други мајци. Када им родитељи нису код куће они су померали ормар и дружили се.
Понекад мењају места. Родитељи се често свађају, а када се и приближе једно другом и када су надомак помирења, они се још жешће посвађају. Сијамци су због тога у емотивном нокауту, али су ипак један уз другог и сами себи највећи ослонац.

## Списак епизода
| Редни број | Назив епизоде    | Премијерно емитовање |
| ---------- | ---------------- | -------------------- |
| 1          | Бекство          | 7. јануар 1982.      |
| 2          | Размена деце     | 14. јануар 1982.     |
| 3          | Поново на тавану | 21. јануар 1982.     |
| 4          | Базуком у орман  | 28. јануар 1982.     |
| 5          | Орман на ломачи  | 4. фебруар 1982.     |

## Улоге
| Глумац                 | Улога                               |
| ---------------------- | ----------------------------------- |
| Владимир Јанковић      | Александар Митровић (5 еп. 1982)    |
| Дејан Ковачевић        | Милан Митровић (5 еп. 1982)         |
| Николета Миљевић       | Цеца (5 еп. 1982)                   |
| Милена Дравић          | Вера Митровић (5 еп. 1982)          |
| Данило Бата Стојковић  | Ђура Митровић (5 еп. 1982)          |
| Миодраг Петровић Чкаља | Директор основне школе (5 еп. 1982) |
| Драган Николић         | Бошко (5 еп. 1982)                  |
| Богдан Диклић          | Наставник историје (5 еп. 1982)     |
| Даница Максимовић      | Јулка (5 еп. 1982)                  |
| Предраг Момчиловић     | Наставник хемије (3 еп. 1982)       |
| Слободан Алигрудић     | Живота (3 еп. 1982)                 |
| Надежда Вукићевић      | Цецина мајка (3 еп. 1982)           |
| Милан Срдоч            | Чика Мишко (2 еп. 1982)             |
| Александар Хрњаковић   | Комшија (1 еп. 1982)                |
| Ратко Милетић          | Милиционер 1 (1 еп. 1982)           |
| Богосава Никшић        | (1 еп. 1982)                        |
| Вељко Маринковић       | (1 еп. 1982)                        |
| Драгољуб Петровић      | Милиционер 2 (1 еп. 1982)           |
| Љубомир Ћипранић       | Комшија (1 еп. 1982)                |

Комплетна ТВ екипа  ▼
| Редитељ                   | Дејан Ћорковић       | (5 еп. 1982)                            |
| Сценариста                | Љубиша Козомара      | (5 еп. 1982)                            |
| Продуцент                 | Срба Чутурило        | продуцент (5 еп. 1982)                  |
| Композитор                | Душан Каруовић       | (5 еп. 1982)                            |
| Директор фотографије      | Милан Стефановић     | (5 еп. 1982)                            |
| Mонтажер                  | Небојша Томић        | (5 еп. 1982)                            |
| Сценограф                 | Слободан Гарашанин   | (5 еп. 1982)                            |
| Уметнички директор        | Невенка Видак        | (5 еп. 1982)                            |
| Костимограф               | Јасминка Јешић       | (5 еп. 1982)                            |
| Менаџер продукције        | Велимир Радошевић    | вођа снимања (5 еп. 1982)               |
| Помоћник режије           | Слободанка Туцаковић | помоћник редитеља (5 еп. 1982)          |
| Уметнички одсек           | Драган Бојковић      | сценски реквизитер (5 еп. 1982)         |
| Одсек за звук             | Вања Дубајић         | микроман (5 еп. 1982)                   |
| Одсек за звук             | Михаило Дзабиц       | микроман (5 еп. 1982)                   |
| Одсек за звук             | Душан Вујић          | тон мајстор (5 еп. 1982)                |
| Одсек за камеру и расвету | Мирослав Аврамовић   | пратилац камере (5 еп. 1982)            |
| Одсек за камеру и расвету | Јован Цедиц          | вођа расвете (5 еп. 1982)               |
| Одсек за камеру и расвету | Светлана Ћировић     | сниматељ (5 еп. 1982)                   |
| Одсек за камеру и расвету | Бранимир Клипа       | пратилац камере (5 еп. 1982)            |
| Одсек за камеру и расвету | Ђорђе Тубић          | пратилац камере (5 еп. 1982)            |
| Одсек за монтажу          | Иван Пејић           | видео миксер (5 еп. 1982)               |
| Музички одсек             | Маја Оџаклијевска    | певач: насловна песма (5 еп. 1982)      |
| Музички одсек             | Златко Пејаковић     | певач: насловна песма (5 еп. 1982)      |
| Музички одсек             | Љубивоје Ршумовић    | Текст: насловна песма (5 еп. 1982)      |
| Остала екипа              | Мирослава Петровић   | секретар режије (непознат број епизода) |